# Campeonato regional de fútbol de Boavista 2014-15
El campeonato regional de Boavista 2014-15 es el campeonato que se juega en la isla de Boavista. Empezó el 10 de enero de 2014 y terminó el 26 de abril de 2015. El torneo lo organiza la federación de fútbol de Boavista. El Académica Operária es el equipo defensor del título.
El torneo lo disputan 8 equipos en un total de 14 jornadas disputada a ida y vuelta. El campeón jugará el campeonato caboverdiano de fútbol 2015. Los partidos se disputan en el estadio municipal Arsénio Ramos situado en la ciudad de Sal Rei.
El Académica Operária quedó campeón, lo que de dio una plaza para jugar el campeonato caboverdiano de fútbol 2015.

## Equipos participantes
- Académica Operária
- África Show
- Desportivo da Estância Baixo
- Juventude Clube do Norte
- Onze Estrelas
- Sport Clube Sal Rei
- Sanjoanense
- Sporting Clube Boavista

## Tabla de posiciones
Actualizado a 26 de abril de 2015
|   | Equipo                       | PJ | PG | PE | PP | GF | GC | DG  | PTS |
| - | ---------------------------- | -- | -- | -- | -- | -- | -- | --- | --- |
| 1 | Académica Operária           | 14 | 11 | 3  | 0  | 33 | 7  | +26 | 36  |
| 2 | África Show                  | 14 | 8  | 4  | 2  | 29 | 15 | +14 | 28  |
| 3 | Onze Estrelas                | 14 | 6  | 5  | 3  | 26 | 14 | +12 | 23  |
| 4 | Sport Clube Sal Rei          | 14 | 4  | 6  | 4  | 18 | 15 | +3  | 18  |
| 5 | Sporting Clube Boavista      | 14 | 4  | 3  | 7  | 16 | 16 | 0   | 15  |
| 6 | Juventude Clube do Norte     | 14 | 4  | 3  | 7  | 23 | 24 | -1  | 15  |
| 7 | Sanjoanense                  | 14 | 3  | 4  | 7  | 11 | 23 | -12 | 13  |
| 8 | Desportivo da Estância Baixo | 14 | 0  | 4  | 10 | 10 | 52 | -42 | 4   |

|  | Clasificado para el campeonato caboverdiano de fútbol 2015. |

(C) Campeón

## Resultados
| Académica Operária | 1 - 1 | Juventude         | 10 de enero |
| Onze Estrelas      | 2 - 0 | Sporting Boavista | 10 de enero |
| Sal Rei            | 1 - 1 | Estância Baixo    | 11 de enero |
| Sanjoanense        | 2 - 4 | África Show       | 11 de enero |

| Sal Rei           | 1 - 1 | Onze Estrelas      | 17 de enero |
| Juventude         | 1 - 2 | Sanjoanense        | 17 de enero |
| Sporting Boavista | 0 - 0 | África Show        | 18 de enero |
| Estância Baixo    | 1 - 5 | Académica Operária | 18 de enero |

| Sal Rei            | 3 - 0 | África Show       | 24 de enero |
| Académica Operária | 2 - 0 | Sanjoanense       | 24 de enero |
| Onze Estrelas      | 2 - 0 | Estância Baixo    | 25 de enero |
| Juventude          | 2 - 0 | Sporting Boavista | 25 de enero |

| Onze Estrelas      | 3 - 3 | África Show       | 31 de enero  |
| Académica Operária | 1 - 0 | Sporting Boavista | 31 de enero  |
| Sal Rei            | 0 - 0 | Juventude         | 1 de febrero |
| Sanjoanense        | 1 - 1 | Estância Baixo    | 1 de febrero |

| Sanjoanense        | 0 - 2 | Sporting Boavista | 7 de febrero |
| África Show        | 2 - 2 | Estância Baixo    | 7 de febrero |
| Onze Estrelas      | 2 - 0 | Juventude         | 8 de febrero |
| Académica Operária | 2 - 0 | Sal Rei           | 8 de febrero |

| Sporting Boavista | 4 - 0 | Estância Baixo     | 21 de febrero |
| Sanjoanense       | 0 - 3 | Sal Rei            | 21 de febrero |
| Onze Estrelas     | 1 - 1 | Académica Operária | 22 de febrero |
| África Show       | 1 - 2 | Juventude          | 22 de febrero |

| Sporting Boavista | 4 - 3 | Sal Rei            | 28 de febrero |
| Juventude         | 5 - 2 | Estância Baixo     | 28 de febrero |
| África Show       | 1 - 2 | Académica Operária | 1 de marzo    |
| Sanjoanense       | 2 - 0 | Onze Estrelas      | 1 de marzo    |

| África Show       | 2 - 0 | Sanjoanense        | 14 de marzo |
| Estância Baixo    | 1 - 2 | Sal Rei            | 14 de marzo |
| Sporting Boavista | 1 - 2 | Onze Estrelas      | 15 de marzo |
| Juventude         | 0 - 5 | Académica Operária | 15 de marzo |

| Académica Operária | 5 - 0 | Estância Baixo    | 21 de marzo |
| África Show        | 2 - 1 | Sporting Boavista | 21 de marzo |
| Sanjoanense        | 2 - 1 | Juventude         | 22 de marzo |
| Onze Estrelas      | 1 - 1 | Sal Rei           | 22 de marzo |

| Sporting Boavista | 0 - 2 | Juventude          | 28 de marzo |
| Estância Baixo    | 0 - 6 | Onze Estrelas      | 28 de marzo |
| Sanjoanense       | 0 - 2 | Académica Operária | 29 de marzo |
| África Show       | 2 - 0 | Sal Rei            | 29 de marzo |

| Sporting Boavista | 0 - 2 | Académica Operária | 3 de abril |
| África Show       | 1 - 0 | Onze Estrelas      | 3 de abril |
| Estância Baixo    | 1 - 1 | Sanjoanense        | 4 de abril |
| Juventude         | 0 - 2 | Sal Rei            | 4 de abril |

| Sal Rei           | 1 - 2 | Académica Operária | 11 de abril |
| Juventude         | 2 - 2 | Onze Estrelas      | 11 de abril |
| Estância Baixo    | 0 - 6 | África Show        | 12 de abril |
| Sporting Boavista | 0 - 0 | Sanjoanense        | 12 de abril |

| Juventude          | 1 - 4 | África Show       | 18 de abril |
| Académica Operária | 2 - 1 | Onze Estrelas     | 18 de abril |
| Sal Rei            | 1 - 1 | Sanjoanense       | 19 de abril |
| Estância Baixo     | 0 - 4 | Sporting Boavista | 19 de marzo |

| Onze Estrelas      | 1 - 2 | Sanjoanense       | 25 de abril |
| Académica Operária | 1 - 1 | África Show       | 25 de abril |
| Estância Baixo     | 1 - 8 | Juventude         | 26 de abril |
| Sal Rei            | 0 - 0 | Sporting Boavista | 26 de abril |

### Evolución de las posiciones
| Equipo / Jornada         | 01 | 02 | 03 | 04 | 05 | 06 | 07 | 08 | 09 | 10 | 11 | 12 | 13 | 14 |
| ------------------------ | -- | -- | -- | -- | -- | -- | -- | -- | -- | -- | -- | -- | -- | -- |
| Académica Operária       | 5  | 1  | 1  | 1  | 1  | 1  | 1  | 1  | 1  | 1  | 1  | 1  | 1  | 1  |
| África Show              | 1  | 2  | 5  | 5  | 4  | 4  | 5  | 4  | 3  | 3  | 3  | 2  | 2  | 2  |
| Estância Baixo           | 4  | 8  | 8  | 7  | 8  | 8  | 8  | 8  | 8  | 8  | 8  | 8  | 8  | 8  |
| Juventude Clube do Norte | 3  | 6  | 4  | 4  | 5  | 6  | 6  | 6  | 6  | 5  | 5  | 5  | 6  | 5  |
| Onze Estrelas            | 2  | 3  | 2  | 2  | 2  | 2  | 2  | 2  | 2  | 3  | 2  | 3  | 3  | 3  |
| Sport Clube Sal Rei      | 6  | 5  | 3  | 3  | 3  | 3  | 4  | 3  | 4  | 4  | 4  | 4  | 4  | 4  |
| Sanjoanense              | 7  | 4  | 6  | 6  | 7  | 7  | 7  | 7  | 7  | 7  | 7  | 7  | 7  | 7  |
| Sporting Clube Boavista  | 8  | 7  | 7  | 8  | 6  | 5  | 3  | 5  | 5  | 6  | 6  | 6  | 5  | 6  |

| Campeón Académica Operária 19.o título |

## Estadísticas
- Mayor goleada: Estância Baixo 1 - 8 Juventude (26 de abril)
- Partido con más goles: Estância Baixo 1 - 8 Juventude (26 de abril)
- Mejor racha ganadora: Académica Opéraria; 7 jornadas (jornada 7 a 13)
- Mejor racha invicta: Académica Operária; 14 jornadas (jornada 1 a 14)
- Mejor racha marcando: Académica Operária; 14 jornadas (jornada 1 a 14)
- Mejores racha imbatida: Académica Operária; 4 jornadas (jornada 8 a 11)